# Hu Jinqiu
Hu Jinqiu (胡金秋S, Hú JīnqiūP; 24 settembre 1997) è un cestista cinese.

## Carriera
Con la Cina ha disputato i Campionati asiatici del 2017.